# Sciapus duplicatus
Sciapus duplicatus är en tvåvingeart som beskrevs av Octave Parent 1932. Sciapus duplicatus ingår i släktet Sciapus och familjen styltflugor.
Artens utbredningsområde är Réunion. Inga underarter finns listade i Catalogue of Life.